# جن‌گیر: آغاز
جن‌گیر: آغاز (به انگلیسی: Exorcist: The Beginning) یک فیلم ترسناک محصول سال ۲۰۰۴ آمریکا به کارگردانی رنی هارلین که در ۲۰ اوت ۲۰۰۴ منتشر شد.

## طرح داستان
پدر لنکستر مرین که در سال‌های جنگ جهانی دوم برای استراحت عازم آفریقا شده در کنیا با یک مجموعه‌دار اشیاء عتیقه آشنا می‌شود و با او برای حفاری یک ناحیه دورافتاده به اسم تورکانا همراه می‌گردد. آنها در جریان عملیات خاک برداری، یک کلیسای مرموز و غیرطبیعی را که متعلق به قرن پنجم میلادی بوده و سالها قبل از ورود مسیحیت به آفریقا ساخته شده کشف می‌کنند. بنظر می‌رسد کلیسا بلافاصله پس از ساخته شدن زیر خاک دفن شده‌است. آنها به‌منظور پیدا کردن اشیا عتیقه باستانی وارد کلیسا می‌شوند اما پس از وقوع حوادثی وحشتناک متوجه می‌شوند.

## مشروح داستان
در عصر امپراتوری بیزانس، کشیشی زخمی از میان ویرانه‌های خونین یک میدان نبرد ویران شده سرگردان عبور می‌کند. او به کشیشی برمی‌خورد که به نیزه‌ای آویخته شده و در آستانه مرگ، مدالی با سر پازوزو را در دست دارد. کشیش به اطراف می‌نگرد و صدها سرباز بیزانسی را می‌بیند که در دل صحرا، وارونه به صلیب کشیده شده‌اند.
در قاهره، مصر، سال ۱۹۴۹، کشیش جوانی به نام لانکستر مرین با ایمان از هم گسیخته خود دست و پنجه نرم می‌کند. او را خاطره‌ای از روستایی کوچک در هلند اشغال‌شده در جنگ جهانی دوم تعقیب می‌کند، جایی که او به عنوان کشیش محلی خدمت می‌کرد: نزدیک به پایان جنگ، یک فرمانده سادیست نازی از اس‌اس، به تلافی قتل یک سرباز آلمانی، مرین را مجبور کرد تا در اعدام‌های بی‌قاعده شرکت کند و بدین ترتیب کل روستا را از قتل‌عام نجات دهد.
مرین با کلکسیونری به نام سِملیه آشنا می‌شود که او را به کاوش‌های باستان‌شناسی بریتانیایی در دره‌ای به نام دراتی در منطقه تورکانا، کنیا تحت‌الحمایه بریتانیا دعوت می‌کند. این کاوش‌ها، کلیسایی متعلق به دوران مسیحیت و امپراتوری بیزانس را کشف کرده که حدود سال ۵۰۰ میلادی ساخته شده، یعنی زمانی بسیار پیش از آنکه مسیحیت به این منطقه از آفریقا رسیده باشد. سملیه از مرین می‌خواهد تا پیش از آنکه بریتانیایی‌ها آن را بیابند، عتیقه‌ای باستانی از شیطانی که گمان می‌رود در کلیسا پنهان شده را بازیابد. مرین می‌پذیرد و به محل حفاری سفر می‌کند. کشیش فرانسیس نیز به او می‌پیوندد.
با رسیدن به محل و همراهی مترجم و راهنمای خود، چوما، مرین با مدیر حفاری، مردی بریتانیایی به نام جفریز که صورتش با جوش‌های آشکار پوشیده شده، و سارا نوواک، یک پزشک، آشنا می‌شود. مرین متوجه می‌شود که حفاران در حال ترک محل هستند، زیرا قبایل محلی از نفرین کلیسا بیم دارند. او شاهد تشنج بی‌دلیل یکی از حفاران می‌شود.
مرین، چوما و فرانسیس به محل حفاری می‌روند و درمی‌یابند که تنها گنبد کلیسا از زیر خاک بیرون آمده، در حالی که بقیهٔ بنا در دل زمین مدفون است. مرین کشف می‌کند که کلیسا به شکلی بی‌نقص حفظ شده، گویی بلافاصله پس از ساخت مدفون شده است. آن‌ها وارد کلیسا می‌شوند و آن را تقریباً دست‌نخورده می‌یابند، اما دو مورد نگران‌کننده به چشم می‌خورد: مجسمه‌های فرشتگان به جای آنکه نیزه‌هایشان را به سوی آسمان نشانه روند، آن‌ها را به سمت زمین گرفته‌اند، و صلیب کلیسا نیز وارونه نصب شده است. مرین و فرانسیس نتیجه می‌گیرند که پیکرتراشان قصد داشتند فرشتگان را در حال مهار چیزی زیر کلیسا نشان دهند.
مرین برای کسب اطلاعات بیشتر به دنبال باستان‌شناس اصلی، موسیو بسون، می‌گردد. سارا به او می‌گوید که بسون سه هفته پیش دیوانه شده و به تیمارستانی در نایروبی منتقل شده است. مرین چادر بسون را در محل حفاری جست‌وجو می‌کند و ده‌ها نقاشی از همان عتیقهٔ شیطانی که مجموعه‌دار به دنبالش بود، می‌یابد. او به ملاقات بسون می‌رود و با ورود به اتاق او، می‌بیند که بسون صلیب شکسته‌ای بر سینه خود حک کرده و با صدای فرمانده سادیست اس‌اس که مرین را در جنگ شکنجه می‌داد، سخن می‌گوید. بسون پس از گفتن اینکه "آزاد شده است"، گلوی خود را می‌برد. کشیش جیونتی، سرپرست تیمارستان، معتقد است که بسون تسخیر نشده، بلکه تنها "توسط شیطانی لمس شده" و به همین دلیل دیوانه شده و سرانجام خودکشی کرده است. مرین با تردید به حفاری بازمی‌گردد، اما جیونتی به او کتاب آیین‌های رومی برای انجام مراسم جن‌گیری می‌دهد، هرچند مرین مدعی است که هرگز از آن استفاده نخواهد کرد.
با بازگشت به روستا، وقایع عجیبی ادامه می‌یابد. پسری محلی توسط کفتارهایی که به نظر می‌رسد دائماً حفاری را تعقیب می‌کنند، تکه‌تکه می‌شود و برادر کوچک‌ترش، جوزف، در شوک فرو می‌رود. همسر رئیس قبیله نوزادی مرده به دنیا می‌آورد که با کرم پوشیده شده و جفریز در میخانه مورد حمله قرار می‌گیرد. مرین با جست‌وجو در زیر کلیسا به معبدی باستانی با مجسمهٔ شیطان پازوزو می‌رسد که در آن نشانه‌هایی از قربانی‌های انسانی دیده می‌شود. بازگشت او مصادف با سوزاندن نوزاد مرده توسط قبیله است و این او را مشکوک می‌کند، چرا که داستان‌هایی از شیوع بیماری‌ای که پنجاه سال پیش روستایی در دره را نابود کرده بود، شنیده است. اما به او گفته شده بود که مردگان را در قبرستانی خارج از دره به خاک سپرده‌اند. با نبش قبرها، مرین درمی‌یابد که آن‌ها خالی هستند.
مرین، فرانسیس را با این حقیقت روبه‌رو می‌کند و او تاریخچهٔ درهٔ دراتی را فاش می‌کند. ۱۵۰۰ سال پیش، ارتشی عظیم به رهبری دو کشیش به این دره آمدند تا منبع شر را بیابند. شر آن‌ها را تسخیر کرد و یکی دیگری را کشت. تنها بازمانده بازگشت و امپراتور ژوستینیان دستور ساخت کلیسایی بر روی آن مکان و دفن آن را داد تا نیروی شیطانی را مهار کند.
مرین درمی‌یابد که سارا در واقع همسر بسون و تسخیر شده توسط شیطان است. او فرانسیس را می‌کشد و مرین در تونل‌های زیر کلیسا، جن را از بدن او بیرون می‌راند، اما سارا جان می‌سپارد. مرین و جوزف از کلیسا که بار دیگر در شن‌ها مدفون شده، خارج می‌شوند. سرانجام، مرین بار دیگر به عنوان کشیش به رم بازمی‌گردد و در کافه‌ای با سملیه دیدار می‌کند. او می‌گوید که نتوانسته عتیقه را بیابد، اما سملیه می‌پرسد: "اما چیزی پیدا کردی، مگر نه؟"